# Philippa Foot
Philippa Ruth Foot (/ˈfɪlɪpə fʊt/; nascida Bosanquet; 3 de outubro de 1920 –  3 de outubro de 2010) foi uma filosofa britânica, mais notável por suas obras no ramo da ética. Ela foi uma das fundadoras da ética da virtude contemporânea, inspirada na ética de Aristóteles.
Sua carreira posterior, marcou uma mudança significativa no modo de exibição do seu trabalho nos anos 1950 e 1960, e pode ser visto como uma tentativa de modernizar a teoria ética Aristotélica, para mostrar que ela é adaptável a visão contemporânea do mundo, e por isto, mostrar que ela poderia competir com tais teorias populares como as das éticas dos deontológicos e a ética utilitarista. Alguns dos seus trabalhos, foram cruciais para a re-emergência da ética normativa dentro da filosofia analítica, especialmente sua crítica de consequencialismo e de não-cognitivismo. Um exemplo familiar é a continuação da discussão de um exemplo dela, conhecido como o dilema do bonde. A abordagem de Foot foi influenciada pela obra posterior de Wittgenstein, embora ela raramente tenha tratado explicitamente com materiais tratados por ele.